# 沙雷特
沙雷特（法語：Charette，法語發音：[ʃaʁɛt]）是法国伊泽尔省的一个市镇，位于该省北部，属于拉图尔迪潘区。

## 地理
沙雷特（45°48'37"N, 5°22'14"E）面积11.26 平方千米，位于法国奥弗涅-罗讷-阿尔卑斯大区伊泽尔省，该省份为法国东南部内陆省份，北起顺时针与安省、萨瓦省、上阿尔卑斯省、德龙省、阿尔代什省、卢瓦尔省和罗讷省。
与沙雷特接壤的市镇（或旧市镇、城区）包括：布韦斯-基里约、库特奈、蒙塔略-韦雪、帕尔米略、波尔雪-昂布拉尼约、圣博迪耶德拉图尔。

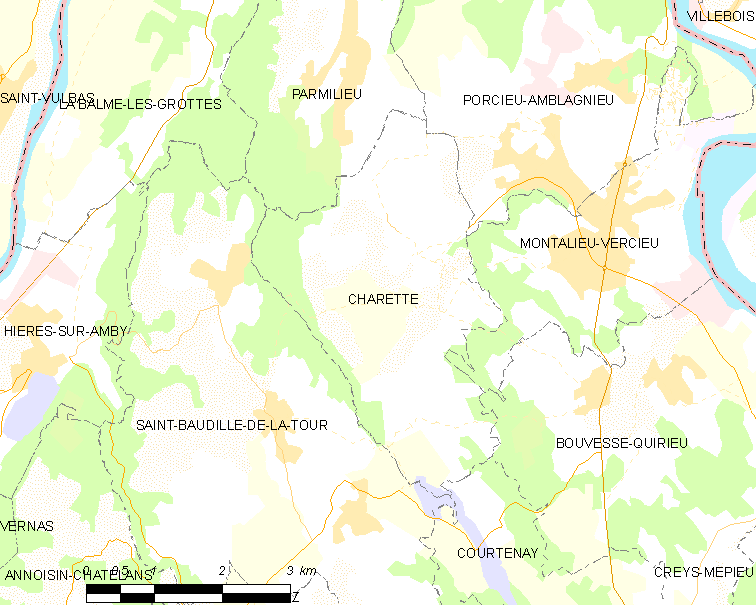
沙雷特的OSM定位图

沙雷特的时区为UTC+01:00、UTC+02:00（夏令时）。

## 行政
沙雷特的邮政编码为38390，INSEE市镇编码为38083。

## 政治
沙雷特所属的省级选区为莫雷斯泰勒县。

## 人口

1962-2008年间沙雷特人口变化图示

沙雷特于2022年1月1日时的人口数量为435人。